# Atherinomorus regina
Atherinomorus regina és una espècie de peix pertanyent a la família dels aterínids.

## Descripció
- Pot arribar a fer 7 cm de llargària màxima.
- 6-8 espines i 9-10 radis tous a l'aleta dorsal i 1 espina i 10-12 radis tous a l'anal.
- Sense dents als ossos palatins.
- Presenta una franja mediolateral argentada i una línia de petites taques fosques per damunt.[6][7]

## Hàbitat
És un peix d'aigua marina, demersal i de clima tropical.

## Distribució geogràfica
Es troba al Pacífic occidental: les illes Culion i Busuanga (les illes Filipines).

## Observacions
És inofensiu per als humans.